# 750-kV-Leitung Albertirsa–Sachidnoukrainskaja–Winnyzja

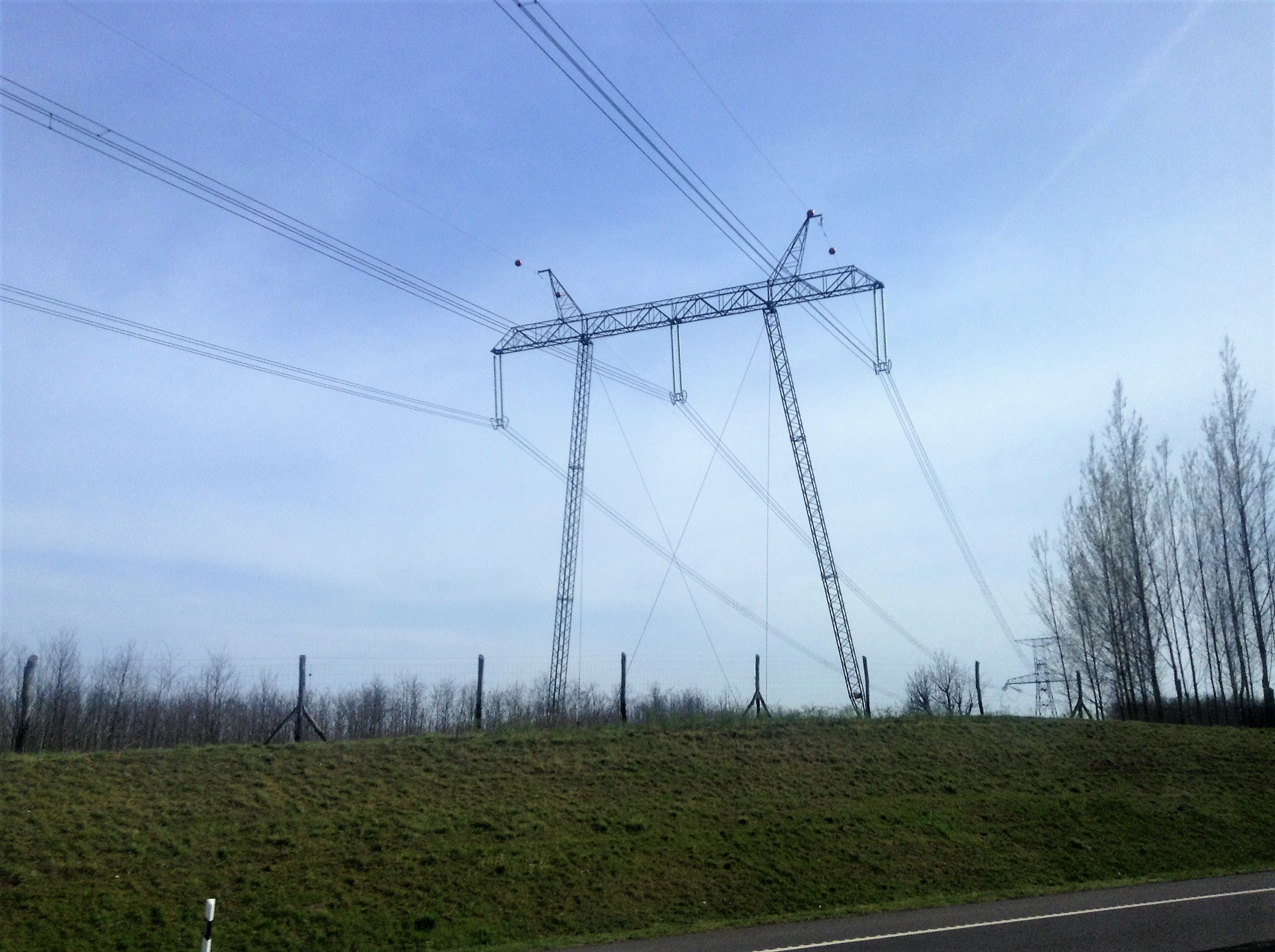
Tragmast der Leitung in Ungarn

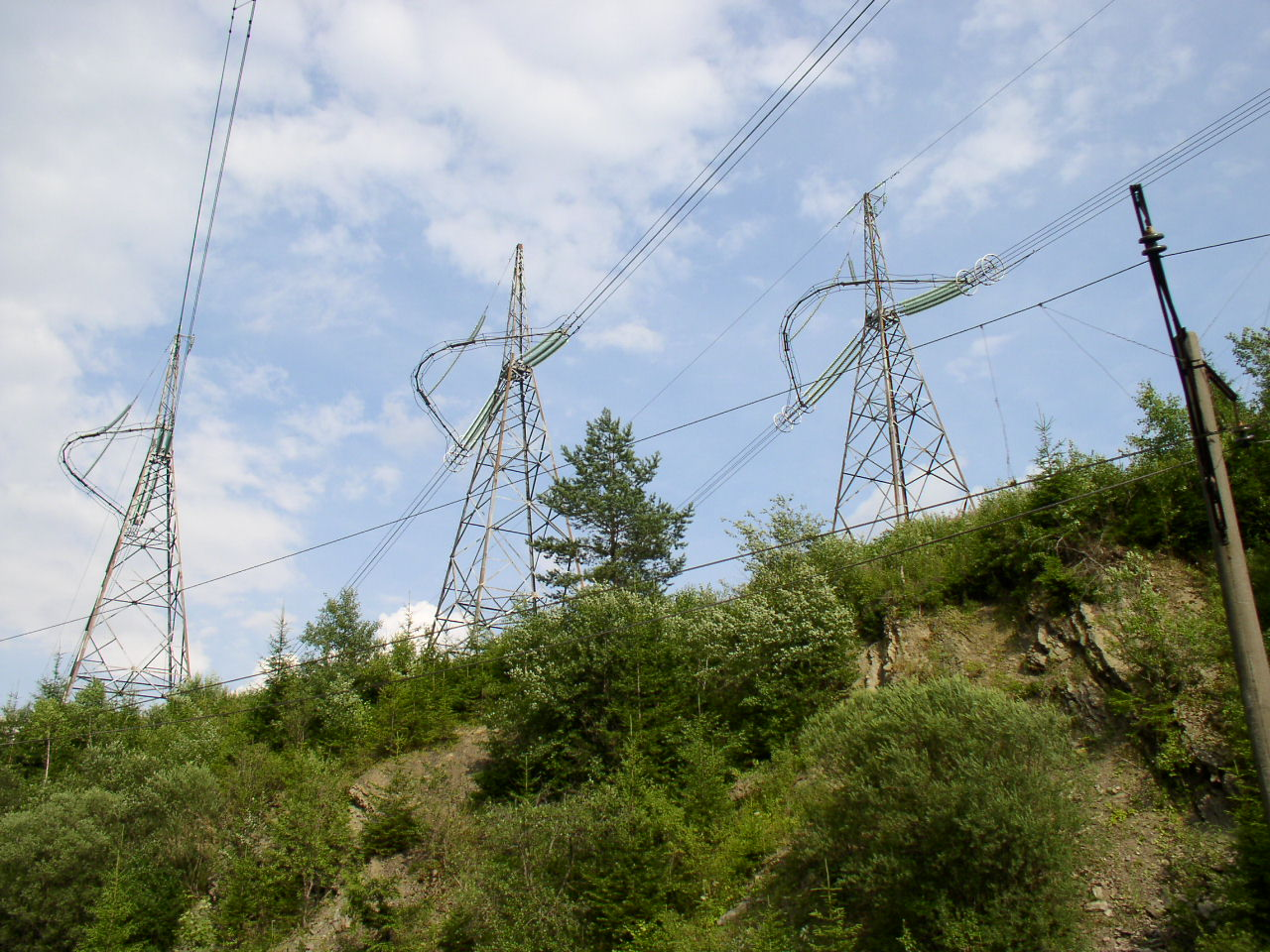
Abspannmasttripel der Leitung in der Ukraine

Die 750-kV-Leitung Albertirsa–Sachidnoukrainskaja–Winnyzja (ung. Albertirsa–Vinnicja-távvezeték, ukr. Лінія електропередачі Альбертірша–Вінниця) ist eine Höchstspannungs-Drehstrom-Freileitung in Ungarn und in der Ukraine. Sie ist die einzige 750-kV-Leitung in Ungarn und damit eine der wenigen Leitungen dieser Spannungsebene auf dem Gebiet der Europäischen Union.

## Geschichte
Am 28. Februar 1974 unterzeichneten die UdSSR, Ungarn, die DDR, die Volksrepublik Polen und die ČSSR einen Kooperationsvertrag über die Errichtung einer 750-kV-Leitung zwischen Ungarn und der Ukrainischen SSR.
1975 wurde mit dem Bau der für fast 2000 MVA Leistung ausgelegten Verbindung begonnen, 1979 war sie fertiggestellt.
Nach politischen und wirtschaftlichen Veränderungen wurde die Leitung 1993 zunächst außer Betrieb genommen. Hintergrund waren die Revolutionen im Jahr 1989 (Fall des Eisernen Vorhangs in Ungarn), der Zerfall der Sowjetunion (Unabhängigkeit der Ukraine) und der daraus resultierende Umbau des CENTREL-Verbundnetzes (Synchronisation des ungarischen Stromnetzes mit dem damaligen UCPTE-Verbundnetz im europäischen Verbundsystem; siehe auch ENTSO-E).
Nach der Installation einiger Komponenten ging die Leitung im Frühjahr 2002 wieder in Betrieb.

## Verlauf

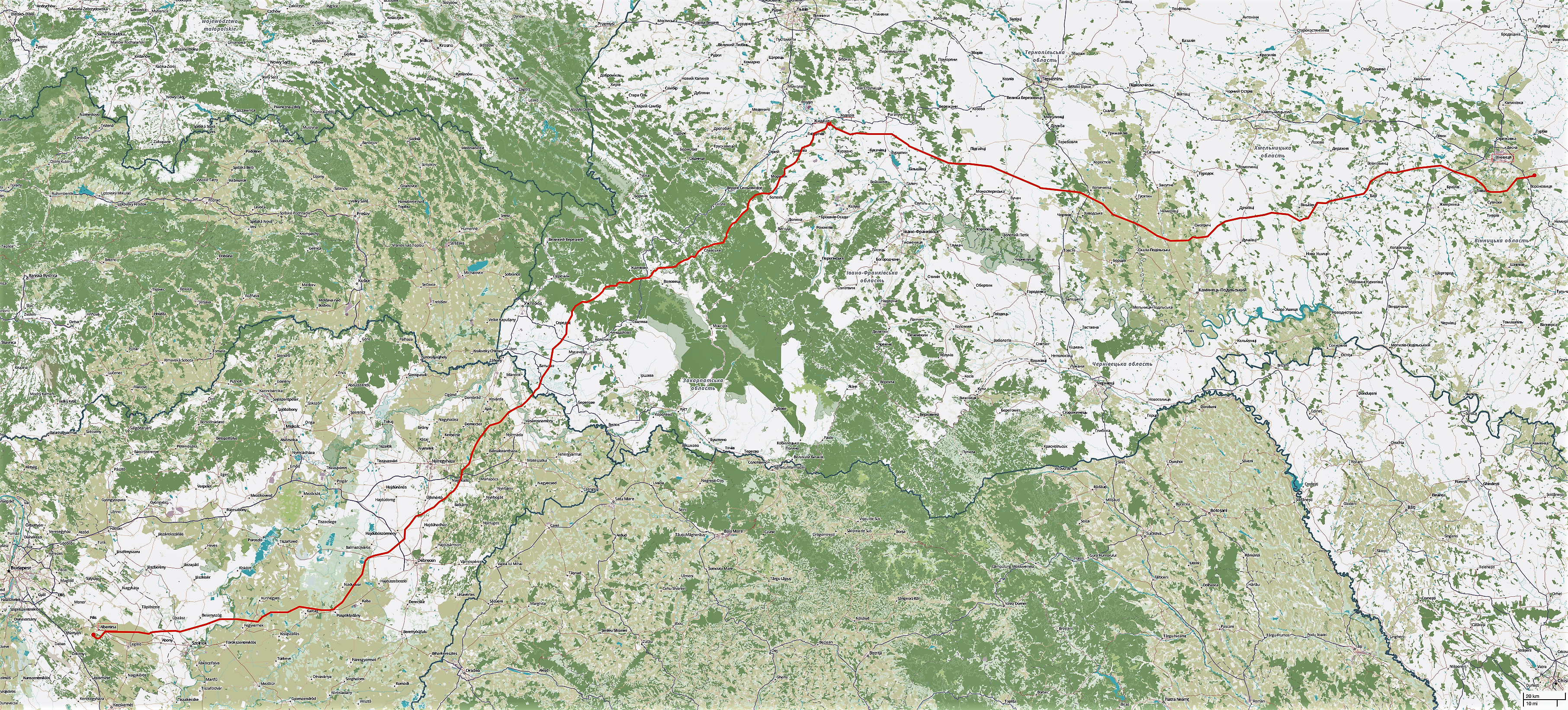
Verlaufskarte

Die insgesamt 479 km lange Leitung beginnt im ungarischen Umspannwerk Albertirsa (47° 13′ 28″ N, 19° 34′ 48″ O) südöstlich von Budapest. Sie führt in östliche Richtung nördlich an Szolnok vorbei und dreht bei Püspökladány nach Nordosten, um den Hortobágyi-Nationalpark zu umgehen. Bei Hajdúböszörmény nordwestlich von Debrecen überquert sie die Autobahn M35 und bei Nagykálló die M3. Bei Tiszakerecseny quert sie die Grenze zur Ukraine. Von dort verläuft sie in einem weiten Bogen westlich an Mukatschewo vorbei und überquert die Waldkarpaten. Danach dient das im Rajon Schydatschiw zwischen den Orten Schydatschiw und Chodoriw gelegene Umspannwerk Westukraine (ukr. Західноукраїнська, Sachidnoukrajinska; 49° 23′ 11″ N, 24° 14′ 57″ O) als Netzverknüpfungspunkt. Von dort verläuft die Leitung weiter nach Osten bis zum Umspannwerk Winnyzja (49° 9′ 54″ N, 28° 43′ 23″ O), das im Rajon Winnyzja südöstlich der Stadt Winnyzja liegt.

## Aufbau
Als Tragmaste werden Portalmaste verwendet, welche in Hochwassergebieten – etwa bei Flussüberquerungen – freistehende und ansonsten abgespannte Konstruktionen sind. Als Abspannmaste werden auf ungarischer Seite freistehende Masten und auf ukrainischer Seite spezielle freistehende Konstruktionen aus drei Einzelmasten mit eineinhalb Traversen verwendet, bei denen das mittlere Leiterseil um die Mastkonstruktion mit Hilfe von Isolatoren an dieser halben Traverse herumgeführt wird.

## Andere Leitungen mit dieser Spannungsebene
- Hochspannungsleitung Wetrino-Isaccea-Juschnoukrajinsk (Bulgarien, Rumänien und Ukraine)
- 750-kV-Leitung Rzeszów–Chmelnyzkyj (Polen und Ukraine)